# Tội phạm tình dục
Tội phạm tình dục (tiếng Anh: sex offender, sexual offender, sex abuser hoặc sexual abuser) là một người phạm tội về tình dục. Tội phạm tình dục khác nhau được tạo nên theo văn hóa và thẩm quyền pháp lý. Hầu hết các cơ quan pháp luật đều biên soạn luật của họ thành nhiều phần, chẳng hạn như giao thông, tấn công và tình dục. Số đông tội phạm tình dục bị kết án đều có ý thức về những tội mang tính tình dục của mình, nhưng một số khác lại đơn giản vi phạm luật vì nằm trong một danh mục tình dục. Một số tội thường dẫn đến thường dẫn đến tội phạm tình dục bắt buộc bị phân loại là: Lần kết án mại dâm thứ hai, nhận hoặc gửi nội dung chứa tin nhắn khiêu dâm dưới hình thức tin nhắn văn bản SMS (sexting), mối quan hệ giữa trẻ vị thành và người tuổi mới lớn dẫn đến sự đồi bại của trẻ vị thành niên (nếu khoảng cách tuổi giữa chúng lớn hơn 1,060 ngày). Nếu người lớn có bất kì tiếp xúc tình dục nào với trẻ vị thành niên thì lạm dụng tình dục trẻ em đã xảy ra. Tuy nhiên, đặc biệt luật đăng kí tội phạm tình dục tại Hoa Kỳ cũng có thể phân loại những hành vi ít nghiêm trọng so với những hành vi nghiêm trọng yêu cầu tội phạm tình dục phải đăng kí. Ở một số tiểu bang, tiểu tiện nơi công cộng, quan hệ tình dục trên bãi biển hoặc phạt tù không hợp pháp trẻ vị thành niên cũng tạo nên những hành vi tình dục yêu cầu đăng ký.

## Tái phạm
Mức độ tái phạm ở tội phạm tình dục thấp hơn mức bình thường. Một nghiên cứu năm 2002 của Văn phòng Chương trình Tư pháp (OJP) của Bộ Tư pháp Hoa Kỳ theo dõi 9,691 tội phạm tình dục nam được phóng thích từ nhà tù trong 15 bang tại Hoa Kỳ năm 1994 chỉ ra rằng sau ba năm đầu tiên phóng thích, tỉ lệ tái phạm và bắt giam lại đối với hành vi tình dục mới lần lượt là 5.3 và 3.5 phần trăm; nghĩa là chỉ 1 trong 19 tội phạm tình dục phóng thích bị bắt giam trong vòng ba năm vì một hành vi tình dục khác.